# Kościół Wieczerzy Pańskiej w Górze Kalwarii
Kościół Wieczerzy Pańskiej w Górze Kalwarii, zwany Wieczernikiem, noszący również wezwanie Opatrzności Bożej – rzymskokatolicki kościół filialny należący do księży Marianów. Znajduje się w dekanacie czerskim archidiecezji warszawskiej.

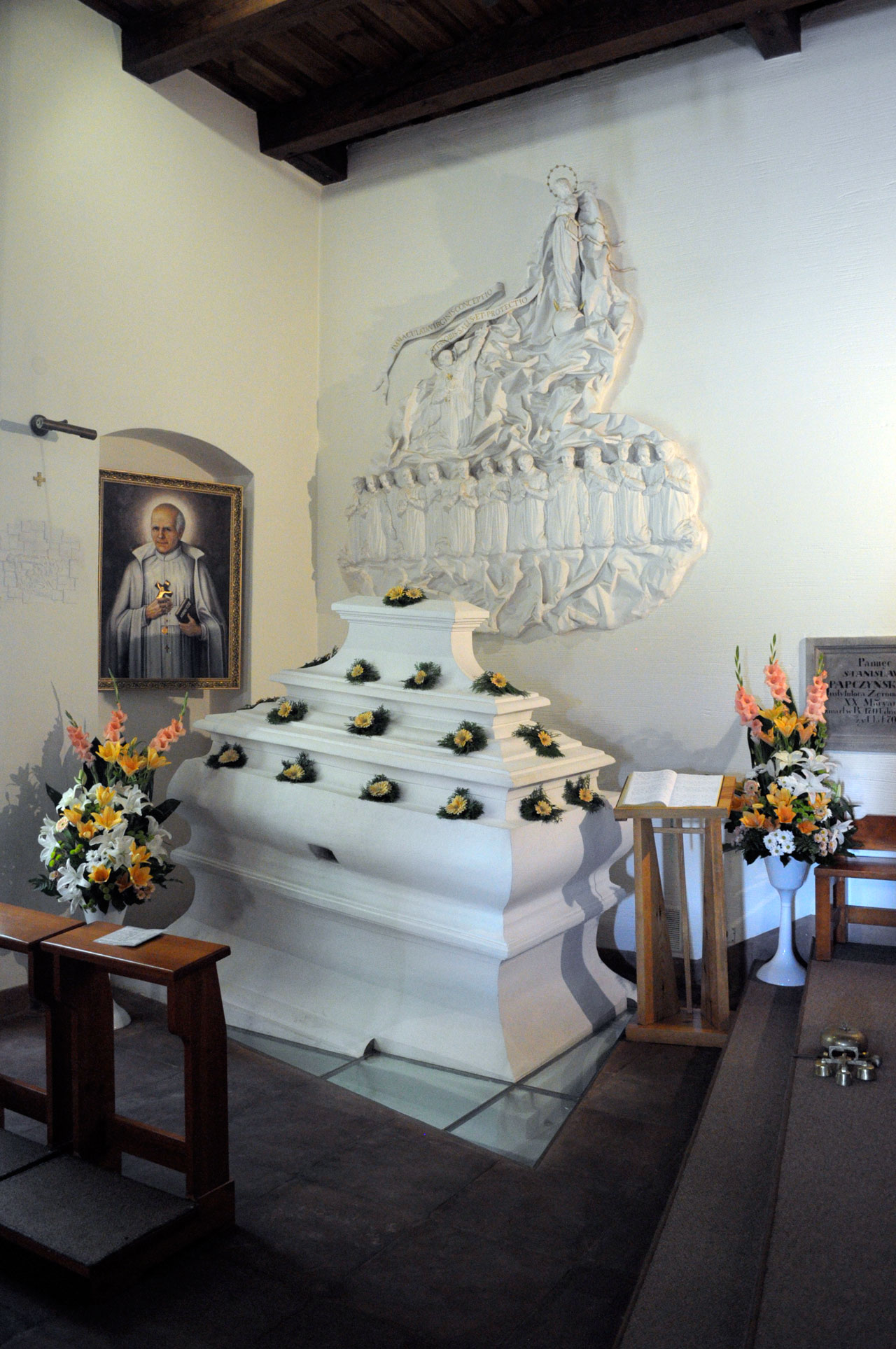
Grób św. Stanisława Papczyńskiego

Świątynia została wybudowana w 1674 roku w ówczesnej Nowej Jerozolimie (obecnie Góra Kalwaria). Od tego kościoła rozpoczynali swą drogę pokutną pielgrzymi przybywający do miasta. W tym czasie zostali sprowadzeni do Nowej Jerozolimy przez biskupa Stefana Wierzbowskiego marianie razem ze swym założycielem ojcem Stanisławem Papczyńskim, którzy wybudowali wokół kościoła pojedyncze cele. W 1677 roku biskup Stefan Wierzbowski nadał zgromadzeniu prawo własności do kościoła oraz zabudowań i gruntów. Ojciec Stanisław Papczyński zmarł w 1701 roku i został pochowany w kościele. Po śmierci założyciela marianów, budowla była podniszczona i została wyremontowana na własny koszt przez Kazimierza Wyszyńskiego. Po rozbiorach Polski, Góra Kalwaria znalazła się w zaborze pruskim. Klasztor marianów, przy Wieczerniku, popadł wtedy w ruinę. W końcu, w 1852 roku zakonnicy musieli opuścić klasztor. Wieczernik szczęśliwie przetrwał okres obu wojen światowych, ale nie odprawiane były w nim msze święte. Wierni gromadzili się na uroczystościach, tylko kilka razy w roku. Marianie przyjeżdżali do Wieczernika z warszawskich Bielan. W 1952 roku, ksiądz prymas Stefan Wyszyński przekazał na własność zgromadzeniu parafię i Wieczernik. W 1962 roku rozpoczął się remont kościoła. Bryła świątyni pozostała niezmieniona, natomiast ambona i chór zostały przebudowane. Pod koniec lat 70. XX wieku przy Wieczorniku został wzniesiony dom zakonny marianów. Obecnie Wieczernik posiada godność sanktuarium o. Stanisława Papczyńskiego.